# 源國信
源國信（日语：／ Minamoto no Kunizane */?，1069年—1111年2月26日）是日本平安時代後期公卿和歌人，村上源氏出身，官位是正二位權中納言，《百人秀歌》、《時代不同歌合》和《新百人一首》歌人，外孫有近衛基實和松殿基房，外甥是藤原忠通，侄女是待賢門院堀河，兩人均是《百人一首》歌人。此外，冷泉家時雨亭文庫藏《源中納言家懷舊百首》作為「冷泉家歌書類」的一部分在2003年5月29日獲指定為重要文化財。

## 生平
根據《公卿補任》記載，國信是源顯房的三子，《尊卑分脈》指其是四子，享年46歲，《中右記》則指是43歲，由於他死於天永2年正月10日（1111年2月26日），以《中右記》的說法來算的話，他生於延久元年（1069年），《國史大辭典》、《和歌文學大辭典》、《國書人名辭典》、《日本人名大辭典》和《朝日日本歷史人物事典》均採納此說法。
國信在敘從五位下後，於承曆3年11月（1079年11月26日至12月25日）就任信濃權守，永保元年8月（1081年9月6日至10月4日）出任右兵衛佐，永保3年正月（1083年1月21日至2月19日）升至從五位上（勞），同年2月（2月20日至3月20日）就任右近衛少將，同年4月（4月20日至5月19日）改任左近衛少將，永保4年正月（1084年2月9日至3月8日）兼任美作權介。應德3年正月5日（1086年1月22日），他升至正五位下（勞），正月14日（1月31日）補任藏人，同年11月26日（1087年1月3日）堀河天皇即位，他再獲補任為藏人，寬治2年正月升從四位下（勞），寬治3年正月5日升從四位上（無品媞子內親王御給），同月兼任備後介。寬治5年正月（1088年1月27日至2月24日），他升至正四位下（院御給），並且改任左近衛中將，同年4月（4月24日至5月22日）兼任齋院長官，寬治7年2月（1093年2月28日至3月29日）兼中宮權亮，同時離任齋院長官，寬治8年2月（1094年2月18日至3月18日）兼任美作權守，同年6月13日（7月27日）補任藏人頭，6月22日（8月5日）獲准使用禁色。
永長2年4月（1097年5月14日至6月12日），國信兼任內藏頭，同月辭任。承德2年正月（1098年2月4日至3月5日），他就任參議，續任左近衛中將，翌年正月3日（1099年1月26日）升至從三位（院行幸賞），同月（1月24日至2月22日）兼任播磨權守，康和2年7月23日（1100年8月30日）升至正三位（造宮行事賞）。康和4年正月（1102年1月21日至2月18日），他就任權中納言，同年3月20日（1102年4月9日）升至從二位（御賀院司賞），康和5年正月2日（1103年2月10日）再升至正二位（行幸鳥羽院賞。院司賞。），同年12月16日（1104年1月15日）就任齋院敕別當。天永元年10月28日（1110年12月11日），他前往鳥羽參拜期間患上糖尿病，病情日益嚴重，最終在翌年正月9日（1111年2月25日）出家後於翌日死去。

## 和歌
| 敕撰和歌集     | 新編國歌大觀編號                                 |
| -------------- | ------------------------------------------------ |
| 金葉和歌集     | 二度本：163、304、344、444 三奏本：156、355、443 |
| 詞花和歌集     | 262                                              |
| 千載和歌集     | 2、108、411、501、573                            |
| 新古今和歌集   | 10、160、248、847、924                           |
| 新敕撰和歌集   | 85、405、740、768、1219、1220、1221、1330        |
| 續後撰和歌集   | 644、1010、1023、1204                            |
| 續古今和歌集   | 1247                                             |
| 續拾遺和歌集   | 1288                                             |
| 新後撰和歌集   | 368、1017                                        |
| 玉葉和歌集     | —                                                |
| 續千載和歌集   | —                                                |
| 續後拾遺和歌集 | 325、418                                         |
| 風雅和歌集     | 974                                              |
| 新千載和歌集   | 66、123                                          |
| 新拾遺和歌集   | —                                                |
| 新後拾遺和歌集 | —                                                |
| 新續古今和歌集 | 788                                              |

國信總共有37首和歌收錄於敕撰和歌集，其中27首出自堀河百首，另有一首連歌收錄於《菟玖波集》（連歌大觀編號3944）。歌風方面，他介乎於當時的傳統以及改革派，作品溫和之餘也帶有新鮮感，能夠具體形象化的作品較多，文法和概念上則混雜口語。他作為堀河天皇的近臣，是堀河院歌壇的領導人物，堀河百首推測便是由其策劃，他也舉辦了源宰相中將家和歌合，在堀河天皇死去時，也創作了戀昔百首和歌以示追悼。此外，他也被由阿在《詞林采葉抄》中視為是替《萬葉集》添加次點者之一。
| 歌合               | 歌合               |
| ------------------ | ------------------ |
| 源宰相中將家和歌合 | 堀河院艷書合       |
| 時代不同歌合       | 內裏歌合           |
| 中宮內親王篤子花合 | 中宮篤子內親王歌合 |
| 定數歌             |                    |
| 堀河百首           | 戀昔百首和歌       |

## 百人秀歌
| 敕撰和歌集版本 | 《百人秀歌》版本 | 姜文清譯本                               |
| -------------- | ---------------- | ---------------------------------------- |
|                |                  | 春日野 憧憬春風 春草上 猶見漠然 春薄雪殘 |

這首和歌收錄於《新古今和歌集》卷第一「春歌上」，新編國歌大觀編號是10，詞書是「堀河院在位期間，獻上百首歌時以殘雪為題而作」（堀河院御時、百首歌たてまつりけるに、残の雪のこころをよみ侍りける）。此歌出自於堀河百首，同時收錄於《時代不同歌合》、《新百人一首》、《定家八代抄》、《定家十體》和《歌枕名寄》，在《定家十體》中是「有一節樣」的例歌，在《歌枕名寄》中，此歌的部分寫成。關於此歌被剔除出《百人一首》的理由，推測是由於第四句與壬生忠岑的入選作的第二句類同，加上兩度使用春字，而且這個用詞也讓人聯想到《俊賴髓腦》中提到的周防內侍的死因，因此才以後鳥羽院的作品取而代之。也有可能是因為是此歌屬於新古今集的風格，反而導致它被排除在外。另一方面，《新百人一首》雖然以《百人一首》以外的歌人為收錄準則，不過在《百人秀歌》的三名歌人中卻僅挑選了國信，如果足利義尚知道《百人秀歌》的存在的話，理論上他也會同時挑選藤原定子和藤原長方至《新百人一首》，因此此歌獲選為《新百人一首》可能出於偶然。

### 註解
1. ↑  詞書是指該和歌的主題和寫作動機等相關事宜[18]